# 俞芳林
俞芳林（1952年7月—），中华人民共和国政治人物，广西北流市六麻鎮人。曾任中共玉林地区党委副书记、行署专员，玉林地委书记，钦州市委书记、市人大常委会主任等职务。1998年因贪腐被逮捕，1999年曾供述成克杰在广西壮族自治区主席任内从贵港糖厂压价要白糖7000吨给他人倒卖一事，2000年因受贿罪、巨额财产来源不明罪获钦州市中级人民法院判处无期徒刑，现已释放。